# Crassula muscosa
Crassula muscosa es una planta de la familia de las crasuláceas, originaria de Sudáfrica y Namibia. Es cultivada como planta de interior.

## Descripción
Tiene hojas muy pequeñas de color verde claro con apariencia de musgo que están densamente empaquetadas alrededor de un tallo delgado, y la disposición de las hojas alrededor del tallo le da una forma cuadrada. Crece como un arbusto con flores muy pequeñas de color Blanco, con una altura máxima de 30 cm. Crece en ambientes de humedad moderada, con suelos drenados y compuestos de tierra y arena gruesa. Se propaga a través de semillas o esquejes. hello